# Horst Drechsler
Horst Drechsler (* 8. Januar 1927 in Erfurt; † 20. Juni 2004 in Rostock) war ein deutscher Historiker, der sich auf die Erforschung der deutschen Kolonialgeschichte spezialisiert hatte.

## Leben und Leistungen
Horst Drechsler besuchte bis 1943 die Handelsschule und war anschließend bis 1945 Volontär in einer Buchhandlung. Obwohl er die formellen Voraussetzungen erfüllte, war ihm der Besuch einer höheren Schule aus politischen und rassischen Gründen verwehrt worden. Er war Mitglied einer Widerstandsgruppe in Erfurt. Nach dem Krieg konnte er bis 1947 eine Vorstudienanstalt in Jena absolvieren und studierte von 1947 und 1951 Geschichte, Klassische Philologie, Germanistik und Spanisch an der Friedrich-Schiller-Universität Jena (FSU). 1951 schloss Drechsler das Studium als Diplom-Historiker ab. Die Promotion erfolgte im September 1952 mit einer Arbeit zum Thema Die Universitäten des Mittelalters, ihre Entstehung und Entwicklung bis 1300 bei Friedrich Schneider und Karl Griewank. 
Es folgte von 1952 bis 1959 eine Tätigkeit als wissenschaftlicher Assistent und später als Oberassistent an der FSU. 1960 wechselte Drechsler als Oberassistent an die Martin-Luther-Universität Halle und wurde dort später wissenschaftlicher Mitarbeiter. In diese Zeit fällt auch Drechslers Spezialisierung auf die Erforschung der deutschen Kolonialgeschichte. Im Januar 1964 habilitierte er sich in Halle bei Walter Markov und Heinz Tillmann mit einer Arbeit zum Thema Der Kampf der Herero und Nama gegen den deutschen Imperialismus (1884–1915). Genau ein Jahr darauf wurde Drechsler zum Dozenten für die Geschichte Lateinamerikas an die Sektion Lateinamerikawissenschaften der Universität Rostock berufen. Dort wurde er im September 1967 zum Professor mit Lehrauftrag für die Geschichte Lateinamerikas ernannt. Eine Gastprofessur führte ihn 1968 an die Universität Havanna auf Kuba. Von 1968 bis 1978 fungierte Drechsler als stellvertretender Direktor der Sektion Lateinamerika-Wissenschaften in Rostock. Danach wechselte er auf eine Professur für Allgemeine Geschichte der neuesten Zeit an der Sektion Geschichte der WPU Rostock, 1983 wurde er zum ordentlichen Professor für Allgemeine Geschichte der Neuzeit 1500–1917 ernannt. 1989 wurde Drechsler emeritiert. 
Drechsler zählte in der Deutschen Demokratischen Republik (DDR) zu den profiliertesten Forschern auf dem Gebiet der deutschen Kolonialgeschichte. Auch international war er ein anerkannter Fachmann. Seine Habilitationsschrift wurde auf Initiative der Vereinten Nationen in den 1980er Jahren in englischer, französischer, russischer und spanischer Sprache publiziert. Davon ging die Einschätzung der deutschen Aktion gegen die Herero und Nama als Völkermord aus, die in der Bundesrepublik zuerst Helmut Bley und Jürgen Zimmerer aufgegriffen haben.
Von 1946 bis 1952 war Drechsler Mitglied der LDPD, 1965 trat er der SED bei.

## Schriften
- Südwestafrika unter deutscher Kolonialherrschaft.
  - Band 1: Der Kampf der Herero und Nama gegen den deutschen Imperialismus [1884–1915]. (= Studien zur Geschichte Asiens, Afrikas und Lateinamerikas), Habilitationsschrift. Akademie, Berlin 1966 [2. durchgesehene Auflage 1984].
    - [englische Übersetzung u.d.T.:] „Let us die fighting“. The struggle of the Herero and Nama against German imperialism [1884–1915]. (= Africa series), Zed Press, London 1980. [Reprint 1984: ISBN 0-905762-37-1 und ISBN 0-905762-47-9].
    - [spanische Übersetzung u.d.T.:] Africa del Sudoeste bajo la dominación colonial alemana. La lucha de los Hereros y los Namas contra el imperialismo alemán (1884–1915). Akademie, Berlin 1985.
    - [französische Übersetzung u.d.T.:] Le sud-ouest africain sous la domination coloniale allemande. La lutte des Hereros et des Namas contre l'impérialisme allemand (1884–1915). Akademie, Berlin 1986.
    - [russische Übersetzung u.d.T.:] Jugo-zapadnaja Afrika pod germanskim kolonial'nym gospodstvom. 1884–1915, Izdatel'stvo Nauka, Moskau 1987.

  - Band 2: Die großen Land- und Minengesellschaften (1885–1914). (= Beiträge zur Kolonial- und Überseegeschichte, Band 63), Steiner, Stuttgart 1996, ISBN 3-515-06689-6.
- Aufstände in Südwestafrika. Der Kampf der Herero und Nama 1904 bis 1907 gegen die deutsche Kolonialherrschaft.  (= Schriftenreihe Geschichte), Dietz, Berlin 1984.